# Ekonomika Jamajky
Jamajská ekonomika je významně závislá na službách, které tvoří 70 % HDP státu. Jamajka má přírodní zdroje, zejména bauxit, a také ideální klima příznivé pro zemědělství a cestovní ruch. Objev bauxitu ve 40. letech 20. století a následné založení průmyslu bauxitu a oxidu hlinitého odvrátilo jamajskou ekonomiku od cukru a banánů. V 70. letech se díky rostoucím zahraničním investicím stala Jamajka světovým leadrem ve vývozu těchto surovin.
Slabost ve finančním sektoru a nižší úroveň investic narušuje důvěru v produktivní sektor. Vláda se snaží získat nový státní dluh na místních i mezinárodních finančních trzích, aby vyčistila svoji likviditu, udržela směnný kurz a pomohla financovat současný rozpočtový deficit.
Hospodářská politika podporuje zahraniční investice zejména v oblastech, kde se nachází našetřené nebo vydělané devizy, vznikají pracovní pozice a kde se používají místní suroviny. Investorům je poskytována široká škola pobídek.
Investice zahraničních firem byly stimulovány do oděvního průmyslu, lehké výroby a datových položek od zahraničních firem. Bohužel v posledních pěti letech[kdy?] oděvní průmysl začal trpět sníženým exportem, kdy následně byly zavřeny továrny a začala stoupat nezaměstnanost.
Jamajka se snaží hospodářskou činnost podpořit privatizací, restrukturalizací finančního sektoru a podporou cestovního ruchu.
V roce 2014 v dubnu podepsala jamajská a čínská vláda předběžné dohody pro první fázi JLH (jamajského logistického centra). Jedná se iniciativu, která má za cíl umístit Kingston jako čtvrtý článek v globálním logistickém řetězci spolu s Rotterdamem, Dubajem a Singapurem. Tím se docílí vznik nových pracovních míst a zmírnění dluhu.
| Měna           | Jamajský dolar (JMD)                                                                                         |
| HDP            | 15,461 miliardy $ (2008)                                                                                     |
| Nezaměstnanost | 7,8% (2019)                                                                                                  |
| Hlavní průmysl | Cestovní ruch, zpracování potravin, výroba světla, rum, cement, kov, papír, chemický průmysl, telekomunikace |

| Export/import | |
| ------------- | --- |
| Vývoz zboží   | oxid hlinitý, bauxit, chemikálie, káva, minerální paliva, kovový odpad a šrot, cukr, sladké brambory                                |
| Dovoz zboží   | potraviny a jiné spotřební zboží, průmyslové potřeby, palivo, díly a příslušenství investičního zboží, stroje a dopravní prostředky |

## Primární průmyslová odvětví

### Zemědělství
Zemědělství je významným příjmem jamajské ekonomiky. Je však zranitelné kvůli přírodním podmínkám Jamajky. Dalším úskalím zemědělství je sousední USA, která je konkurencí a místní tkz. praediální krádež. Zemědělství zaměstnává téměř čtvrtinu země. Jedním z dominantních a tradičních produktů je cukr, který vyrábí většina obyvatel a je ve velké míře exportován. Produkce cukru za rok 2000 představovala přibližně 175 000 tun, pro rok 1978 enormních 290 000 tun. Cukr se používá také primární surovina na výrobu vedlejších produktů, jako například rum nebo melasa.
Další stěžejní surovinou jamajského zemědělství byly v minulosti banány, kterých bylo pro rok 1999 vyprodukováno 130 000 tun a Jamajka. V roce 2008 se rozhodla Jamajka přestat banány exportovat, protože ji postihly hurikány, které zdevastovaly mnoho plantáží.
Káva zde roste poblíž Modrých hor a v oblastech s vyšší nadmořskou výškou. Káva tvořila 1,9 % exportu pro rok 1999. Sklizeň trvá od srpna do března.
Kakao představuje asi 1/3 místního prodeje, připravují se z něj instantní nápoje a cukrovinky.
Citrusové plody rostou převážně v centrálních částech Jamajky. Sklizeň trvá od listopadu do dubna.
Kokosové ořechy rostou na severním a východním  pobřeží. Zásobují továrny pro výrobu másla, sádla, jedlého oleje a mýdla na prádlo.
Pěstuje se zde také vanilka. Dalšími plodinami jsou koření, zázvor, tabák, rýže.

### Chov zvířat
Pastviny tvoří velké procento jamajské půdy, mnoho místních farmářů se specializuje na chov skotu. I přesto však místních mléčných výrobků nestačí na místní spotřebu, proto je zde velký import sušeného mléka, másla a sýrů.

### Rybolov
Důraz je zde na vnitrozemský rybolov, několik tisíc rybářů se živí rybolovem. Jamajka i tak dováží zmrazené a solené ryby z USA a Kanady.

### Lesnictví
Lesy, které dříve pokrývaly Jamajku, jsou dnes pouze v horských oblastech. Zbývající les je chráněn.

### Hornictví
Jamajka bývala třetím největším producentem bauxitu a oxidu hlinitého v roce 1998. Jamajka má také několik milionů tun sádry na jihu Modrých hor. Dále se zde těží měď, olovo, zinek, mangan a železo.
Ropu Jamajka hledala, ale nebyla zatím nalezena.

## Sekundární průmyslová odvětví

### Výrobní
Toto odvětví velice přispívá k ekonomii Jamajky, i když v roce 1999 výroba představovala 13,9 % HDP. Společnosti, které jsou na Jamajce, přispívají mnoha výrobci (zpracování potravin, rafinace ropy, vyráběné chemikálie, plastové zboží, barvy, léčiva a tak dále). Hlavním zaměstnavatelem pro velkou část místních obyvatel je oděvní průmysl. V roce 1999 tvořil 12,9 % vývozu a vydělával 159 milionů USD.
Ropná rafinerie, která se nachází blízko Kingstonu, přeměňuje surovou ropu získanou z Venezuely na benzín a další produkty (hlavně pro místní použití). Instalace a stavebnictví tvořily v roce 1999 10,4 % HDP. Také průmyslové zboží bylo dovezeno a představovalo 30,3 % dovozu.
Kvůli iniciativě Jamajského logistického uzlu byly v celé zemi navrženy různé ekonomické zóny, kde se shromažďuje zboží z jiných částí světa, protože se poté vyváží do Ameriky.

## Terciární odvětví

### Cestovní ruch

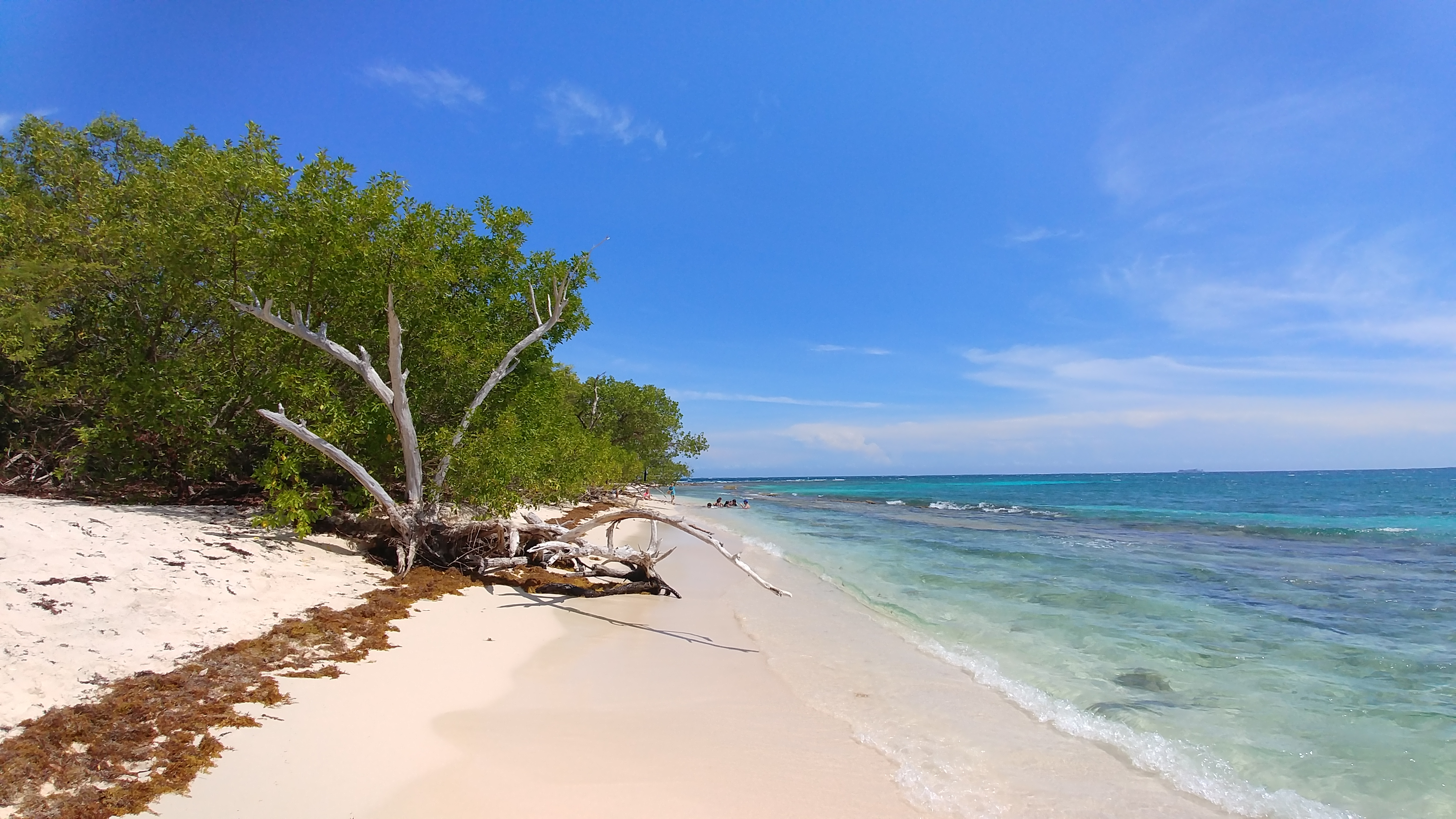
Jamajské pláže

Cestovní ruch je hlavním zdrojem příjmů Jamajky a je velice spojen s převody peněz. Více než 50 % celkových devizových příjmů země vydělává turistický průmysl a poskytuje zhruba čtvrtinu všech pracovních míst na Jamajce. Nejvíce turistických atrakcí je na severním pobřeží ostrova, včetně Montego Bay, Ocho Rios a Port Antonio, také ale v Negrilu (západní cíp ostrova).
Další známé místo na Jamajce je Dunn’s River Falls. Je to vodopád, přibližně 600 stop dlouhý a každoročně láká miliony lidí. V okolí tohoto vodopádu je mnoho hotelů, restaurací a také mnoho pouličních prodavačů, kteří prodávají nepřetržitě jídlo.

### Logistika
Jamajská vláda zahájila restrukturalizaci ekonomiky a rozhodla se využít svého umístění ve středu severo-jihovýchodních a východozápadních dopravních cest, bude obsluhovat trh 800 milionů a stane se bránou do Evropy a Afriky.

### ICT / BPO
Vývoj infrastruktury informačních a komunikačních technologií (IKT) v Jamajce velice pokročil.
Jamajka je největším anglicky mluvícím územím v Karibiku, a proto je předním regionálním centrem s více než 30 společnostmi působícími v oblasti informačních technologií / outsourcingu podnikových procesů (ICT / BPO). Tyto společnosti zaměstnávají 11 500 agentů na plný úvazek.